# Società Sportiva Racing Club Roma 2016-2017
Questa voce raccoglie le informazioni riguardanti la Società Sportiva Racing Club Roma nelle competizioni ufficiali della stagione 2016-2017.

## Divise e sponsor
Lo sponsor tecnico per la stagione 2016-2017 è Frankie Garage Sport, mentre gli sponsor ufficiali sono Groupama Assicurazioni, main sponsor, E & C Logistica S.p.a., sulla manica sinistra,  e Istituti Scolastici Paritari Steve Jobs, sul retro della maglia.
| Casa | Trasferta | Terza divisa |

## Organigramma societario
Area amministrativa
- Presidente: Antonio Pezone
- Direttore tecnico: Nello Di Nicola
- Direttore sportivo: Marco Ridolfi
- Direttore generale: Andrea Viola
- Responsabile marketing e comunicazione: Federica Afflitto

Area tecnica
- Allenatore: Giuliano Giannichedda (1ª-32ª), Antonello Mattei (33ª-38ª)
- Allenatore in seconda: Antonello Mattei (1ª-32ª), Carica vacante (33ª-38ª)
- Allenatore dei portieri: Gianpaolo Dimagno
- Preparatore atletico: Daniele Peluso
- Fisioterapista: Andrea Acquaroni
- Team Manager: Francesco Renga

## Rosa
| N. |                   | Ruolo | Calciatore                  |
| -- | ----------------- | ----- | --------------------------- |
| 1  | Italia (bandiera) | P     | Luca Savelloni              |
| 2  | Italia (bandiera) | D     | Matteo Capanna              |
| 3  | Italia (bandiera) | D     | Gabriele Proietti           |
| 4  | Italia (bandiera) | D     | Davide Macellari            |
| 5  | Italia (bandiera) | D     | Andrea Selvaggio            |
| 6  | Italia (bandiera) | D     | Edoardo Vona                |
| 7  | Italia (bandiera) | A     | Gianmarco Steri             |
| 8  | Italia (bandiera) | C     | Emiliano Massimo            |
| 9  | Italia (bandiera) | A     | Antonio Calabrese           |
| 10 | Italia (bandiera) | A     | Claudio De Sousa (capitano) |
| 11 | Italia (bandiera) | A     | Nicholas Muzzi              |
| 11 | Italia (bandiera) | A     | Andrea Testi                |
| 12 | Italia (bandiera) | P     | Daniele Lazzari             |
| 12 | Italia (bandiera) | P     | Alberto Frison              |
| 13 | Italia (bandiera) | D     | Giorgio Antonio Giura       |
| 14 | Italia (bandiera) | A     | Tommaso Taviani             |
| 15 | Italia (bandiera) | C     | Daniele Mancini             |
| 15 | Italia (bandiera) | D     | Gaetano Ungaro              |
| 16 | Italia (bandiera) | C     | Valerio Baraldi             |

| N. |                       | Ruolo | Calciatore         |
| -- | --------------------- | ----- | ------------------ |
| 16 | Italia (bandiera)     | D     | Gianluca Pollace   |
| 17 | Italia (bandiera)     | C     | Gaetano Vastola    |
| 18 | Slovacchia (bandiera) | A     | Tomáš Majtán       |
| 19 | Italia (bandiera)     | A     | Federico Visconti  |
| 20 | Italia (bandiera)     | D     | Marco Bigoni       |
| 21 | Italia (bandiera)     | C     | Tommaso Maestrelli |
| 56 | Italia (bandiera)     | D     | Simone Abbruzzetti |
| 23 | Italia (bandiera)     | P     | Luigi Manasse      |
| 24 | Italia (bandiera)     | C     | Luca Ricciardi     |
| 25 | Italia (bandiera)     | A     | Davide Di Gioia    |
| 25 | Italia (bandiera)     | D     | Marco Caldore      |
| 26 | Italia (bandiera)     | D     | Guglielmo Carbone  |
| 27 | Italia (bandiera)     | D     | Gabriele Caputo    |
| 28 | Albania (bandiera)    | C     | Romeo Shahinas     |
| 29 | Italia (bandiera)     | A     | Eduardo Loglio     |
| 30 | Italia (bandiera)     | A     | Niccolò Corticchia |
| 31 | Italia (bandiera)     | D     | Daniele Paparusso  |
| 33 | Italia (bandiera)     | C     | Guido D'Attilio    |
|    | Italia (bandiera)     | D     | Stefano Dicuonzo   |

## Calciomercato

### Sessione estiva(dal 01/07 al 31/08)
| Acquisti | Acquisti              | Acquisti           | Acquisti   |
| R.       | Nome                  | da                 | Modalità   |
| -------- | --------------------- | ------------------ | ---------- |
| P        | Daniele Lazzari       | Lazio              | prestito   |
| P        | Luca Savelloni        | Pescara            | svincolato |
| D        | Matteo Capanna        | Voluntas Spoleto   | svincolato |
| D        | Gabriele Caputo       | Latina             | svincolato |
| D        | Patrizio Cotani       | Lazio              | svincolato |
| D        | Giorgio Antonio Giura | Virtus Francavilla | svincolato |
| D        | Davide Macellari      | Ostia Mare         | svincolato |
| D        | Edoardo Vona          | Ribelle            | svincolato |
| C        | Valerio Baraldi       |                    | svincolato |
| C        | Alessio Lalli         |                    | svincolato |
| C        | Tommaso Maestrelli    | Ostia Mare         | definitivo |
| C        | Emiliano Massimo      | Chieti             | svincolato |
| C        | Luca Ricciardi        | Tuttocuoio         | svincolato |
| C        | Romeo Shahinas        | Latina             | prestito   |
| C        | Gaetano Vastola       |                    | svincolato |
| A        | Antonio Calabrese     | Bologna            | prestito   |
| A        | Claudio De Sousa      | L'Aquila           | svincolato |
| A        | Davide Di Gioia       | Lecco              | svincolato |
| A        | Nicholas Muzzi        | Triestina          | svincolato |
| A        | Gianmarco Steri       | Voluntas Spoleto   | svincolato |
| A        | Tommaso Taviani       | Trastevere         | svincolato |

| Cessioni | Cessioni              | Cessioni        | Cessioni      |
| R.       | Nome                  | a               | Modalità      |
| -------- | --------------------- | --------------- | ------------- |
| P        | Jacopo Coletta        | Fondi           | svincolato    |
| P        | Caio Gobbo Secco      |                 | svincolato    |
| P        | Riccardo Tassi        |                 | svincolato    |
| D        | Myles Anderson        | L'Aquila        | fine prestito |
| D        | Giuseppe Aquaro       | Triestina       | svincolato    |
| D        | Gianmarco Carta       | Nuorese         | svincolato    |
| D        | Francesco Colantoni   | Ostia Mare      | svincolato    |
| D        | Matteo De Gol         | Turris          | svincolato    |
| D        | Fabrizio Di Bella     |                 | svincolato    |
| D        | Mattia Rosato         | Roma            | fine prestito |
| C        | N'Diaye Djiby         | Chievo          | fine prestito |
| C        | Gianmarco Falasca     | Nuorese         | svincolato    |
| C        | Simone Icardi         | Catanzaro       | definitivo    |
| C        | Tanasiy Kosovan       |                 | svincolato    |
| C        | Giuseppe Maiorano     | Inter           | fine prestito |
| C        | Riccardo Montesi      |                 | svincolato    |
| C        | Alessandro Morbidelli | Sangiovannese   | svincolato    |
| C        | Jürgen Prutsch        |                 | svincolato    |
| C        | Cristian Romanelli    |                 | svincolato    |
| C        | Andrea Scicchitano    | Crotone         | svincolato    |
| C        | Fabian Sporkslede     | Chievo          | fine prestito |
| A        | Mario Gurma           |                 | svincolato    |
| A        | Francesco Mancini     | Vultur Rionero  | svincolato    |
| A        | Alan Mastropietro     | Virtus Lanciano | fine prestito |
| A        | Fabrizio Roberti      | Latina          | fine prestito |
| A        | Mattia Rossetti       | Catania         | fine prestito |

### Sessione invernale(dal 03/01 al 31/01)
| Acquisti | Acquisti           | Acquisti | Acquisti   |
| R.       | Nome               | da       | Modalità   |
| -------- | ------------------ | -------- | ---------- |
| P        | Alberto Frison     |          | svincolato |
| P        | Reinis Reinholds   |          | svincolato |
| D        | Marco Bigoni       |          | svincolato |
| D        | Marco Caldore      |          | svincolato |
| D        | Stefano Dicuonzo   | Paganese | definitivo |
| D        | Daniele Paparusso  | Vibonese | definitivo |
| D        | Gianluca Pollace   | Lazio    | prestito   |
| D        | Gaetano Ungaro     | Potenza  | definitivo |
| C        | Niccolò Corticchia |          | svincolato |
| C        | Guido D'Attilio    | Avellino | prestito   |
| A        | Tomáš Majtán       | Příbram  | definitivo |
| A        | Andrea Testi       | Pescara  | definitivo |

| Cessioni | Cessioni        | Cessioni          | Cessioni      |
| R.       | Nome            | a                 | Modalità      |
| -------- | --------------- | ----------------- | ------------- |
| P        | Daniele Lazzari | Lazio             | fine prestito |
| C        | Valerio Baraldi | Lanusei           | svincolato    |
| C        | Davide Di Gioia | Caronnese         | svincolato    |
| C        | Daniele Mancini | Lanusei           | prestito      |
| A        | Nicholas Muzzi  | Città di Ciampino | svincolato    |

## Risultati

### Lega Pro

#### Girone di andata
| Arbitro: | Amabile (Vicenza) |

|             |           |  |
| Cellini 43’ | Marcatori |  |

| Arbitro: | Annaloro (Collegno) |

|              |           |  |
| De Sousa 87’ | Marcatori |  |

| Arbitro: | Vigile (Cosenza) |

|                                  |           |              |
| Neglia 37’, 90+4’ Celiento 90+1’ | Marcatori | 57’ De Sousa |

| Arbitro: | Pasciuta (Agrigento) |

|                  |           |                                   |
| Taviani 47’, 52’ | Marcatori | 15’ Pavan 45’ Santi 79’ Marzeglia |

| Arbitro: | Garofalo (Torre del Greco) |

|                                        |           |                                   |
| Della Latta 5’, 26’ Santini 76’ (rig.) | Marcatori | 9’ Maestrelli 17’ (rig.) De Sousa |

| Arbitro: | De Santis (Lecce) |

|                         |           |  |
| Massimo 5’ Shahinas 86’ | Marcatori |  |

| Arbitro: | De Tullio (Bari) |

|                                   |           |              |
| Chinellato 69’ (rig.) Antezza 90’ | Marcatori | 64’ De Sousa |

| Arbitro: | Curti (Milano) |

|  |           |                                                     |
|  | Marcatori | 19’ Doninelli 29’ Marotta 68’ Firenze 86’ Mendicino |

| Arbitro: | Andreini (Forlì) |

|                          |           |  |
| Moscardelli 45+1’ (rig.) | Marcatori |  |

| Arbitro: | Provesi (Treviglio) |

|  |           |                     |
|  | Marcatori | 61’ (rig.) Floriano |

| Arbitro: | Nicoletti (Catanzaro) |

|                                      |           |  |
| Ferrari 12’ Greselin 25’ Bruno 90+1’ | Marcatori |  |

| Arbitro: | Zanonato (Vicenza) |

|             |           |              |
| Massimo 60’ | Marcatori | 89’ González |

| Arbitro: | Bertani (Pisa) |

|                                              |           |  |
| Pesenti 40’ (rig.) Rossini 49’ Bazzoffia 52’ | Marcatori |  |

| Roma 20 novembre 14:30 CET 14ª giornata | Racing Roma        | 0 – 0 referto | Lucchese | Stadio Casal del Marmo (300 spett.)\| Arbitro: \| Meleleo (Casarano) \| |
| Arbitro:                                | Meleleo (Casarano) |               |          |                                                                         |

| Arbitro: | Detta (Mantova) |

|                                   |           |  |
| Ragatzu 11’ Cossu 31’ Capello 80’ | Marcatori |  |

| Arbitro: | De Angeli (Abbiategrasso) |

|              |           |                                    |
| Razzitti 41’ | Marcatori | 7’ De Sousa 20’, 72’, 90+1’ Loglio |

| Arbitro: | Robilotta (Sala Consilina) |

|                |           |                          |
| Maestrelli 11’ | Marcatori | 81’ Imbrenda 86’ Bachini |

| Arbitro: | Gariglio (Pinerolo) |

|                                      |           |              |
| Minotti 59’ Rovini 71’ Benedetti 77’ | Marcatori | 88’ De Sousa |

| Arbitro: | Candeo (Este) |

|  |           |                               |
|  | Marcatori | 14’ Stanco 22’, 61’ Scarsella |

#### Girone di ritorno
| Arbitro: | D'Ascanio (Ancona) |

|            |           |                           |
| Loglio 27’ | Marcatori | 66’ Lambrughi 69’ Cellini |

| Prato 30 dicembre 2016, ore 16:30 CET 21ª giornata | Prato           | 0 – 0 referto | Racing Roma | Stadio Lungobisenzio (1 099 spett.)\| Arbitro: \| Sozza (Seregno) \| |
| Arbitro:                                           | Sozza (Seregno) |               |             |                                                                      |

| Roma 22 gennaio 2017, ore 20:30 CET 22ª giornata | Racing Roma         | 0 – 0 referto | Viterbese Castrense | Stadio Casal del Marmo (150 spett.)\| Arbitro: \| Fiorini (Frosinone) \| |
| Arbitro:                                         | Fiorini (Frosinone) |               |                     |                                                                          |

| Arbitro: | Ayroldi (Molfetta) |

|                             |           |  |
| Scaccabarozzi 39’ Palma 51’ | Marcatori |  |

| Roma 4 febbraio 2017, ore 14:30 CET 24ª giornata | Racing Roma       | 0 – 0 referto | Pontedera | Stadio Casal del Marmo (200 spett.)\| Arbitro: \| Raciti (Acireale) \| |
| Arbitro:                                         | Raciti (Acireale) |               |           |                                                                        |

| Arbitro: | Balice (Termoli) |

|  |           |                                   |
|  | Marcatori | 2’ (rig.) De Sousa 31’ Corticchia |

| Arbitro: | Zufferli (Udine) |

|                                      |           |                                      |
| Majtán 4’ De Sousa 34’, 90+3’ (rig.) | Marcatori | 18’ Di Quinzio 64’ (rig.) Chinellato |

| Arbitro: | Schirru (Nichelino) |

|             |           |                   |
| Gentile 83’ | Marcatori | 45’, 89’ De Sousa |

| Arbitro: | Nicoletti (Catanzaro) |

|              |           |                 |
| De Sousa 26’ | Marcatori | 32’ Moscardelli |

| Arbitro: | Boggi (Salerno) |

|                                                           |           |  |
| Miracoli 5’, 69’ Floriano 12’, 70’ Gentili 15’ Rosaia 88’ | Marcatori |  |

| Arbitro: | D'Apice (Arezzo) |

|              |           |            |
| De Sousa 44’ | Marcatori | 41’ Iovine |

| Arbitro: | Cipriani (Empoli) |

|                        |           |               |
| Bocalon 20’ Celjak 49’ | Marcatori | 30’ D'Attilio |

| Arbitro: | Di Gioia (Nola) |

|  |           |             |
|  | Marcatori | 90+1’ Pozzi |

| Arbitro: | Santoro (Messina) |

|                        |           |             |
| De Feo 58’ Raffini 62’ | Marcatori | 76’ Vastola |

| Arbitro: | Marini (Trieste) |

|                                   |           |                  |
| Ricciardi 22’ De Sousa 78’ (rig.) | Marcatori | 75’ (rig.) Kouko |

| Arbitro: | Amabile (Vicenza) |

|                                           |           |                          |
| Corticchia 29’ De Sousa 35’ Macellari 49’ | Marcatori | 3’, 31’ Nobile 73’ Silva |

| Arbitro: | Detta (Mantova) |

|                  |           |             |
| Ferrari 29’, 62’ | Marcatori | 30’ Vastola |

| Arbitro: | Provesi (Treviglio) |

|                                        |           |                            |
| De Sousa 43’ (rig.) Fissore 74’ (aut.) | Marcatori | 10’ Bellazzini 81’ Colombo |

| Arbitro: | Robilotta (Sala Consilina) |

|                                |           |                                         |
| Scappini 3’, 67’ Scarsella 87’ | Marcatori | 60’ (aut.) Ravaglia 65’ (rig.) De Sousa |

### Coppa Italia Lega Pro

#### Fase a gironi
| Squadra     | P.ti | G | V | N | P | GF | GS | DR |
| ----------- | ---- | - | - | - | - | -- | -- | -- |
| Lupa Roma   | 4    | 2 | 1 | 1 | 0 | 3  | 2  | +1 |
| Olbia       | 4    | 2 | 1 | 1 | 0 | 2  | 1  | +1 |
| Racing Roma | 0    | 2 | 0 | 0 | 2 | 1  | 3  | -2 |

#### Gruppo I
| Arbitro: | Provesi (Treviglio) |

|            |           |  |
| Geroni 64’ | Marcatori |  |

| Arbitro: | D'Apice (Arezzo) |

|               |           |                            |
| Calabrese 46’ | Marcatori | 21’ Mastropietro 77’ Iorio |

## Statistiche

### Statistiche di squadra
| Competizione          | Punti | In casa | In casa | In casa | In casa | In casa | In casa | In trasferta | In trasferta | In trasferta | In trasferta | In trasferta | In trasferta | Totale | Totale | Totale | Totale | Totale | Totale | DR  |
| Competizione          | Punti | G       | V       | N       | P       | Gf      | Gs      | G            | V            | N            | P            | Gf           | Gs           | G      | V      | N      | P      | Gf     | Gs     | DR  |
| --------------------- | ----- | ------- | ------- | ------- | ------- | ------- | ------- | ------------ | ------------ | ------------ | ------------ | ------------ | ------------ | ------ | ------ | ------ | ------ | ------ | ------ | --- |
| Lega Pro              | 30    | 19      | 4       | 8       | 7       | 20      | 27      | 19           | 3            | 1            | 15           | 18           | 41           | 38     | 7      | 9      | 22     | 38     | 68     | -30 |
| Coppa Italia Lega Pro | -     | 1       | 0       | 0       | 1       | 1       | 2       | 1            | 0            | 0            | 1            | 0            | 1            | 2      | 0      | 0      | 2      | 1      | 3      | -2  |
| Totale                | -     | 29      | 4       | 8       | 8       | 21      | 29      | 20           | 3            | 1            | 16           | 18           | 42           | 40     | 7      | 9      | 24     | 39     | 71     | -32 |

### Andamento in campionato
| Giornata  | 1  | 2 | 3  | 4  | 5  | 6  | 7  | 8  | 9  | 10 | 11 | 12 | 13 | 14 | 15 | 16 | 17 | 18 | 19 | 20 | 21 | 22 | 23 | 24 | 25 | 26 | 27 | 28 | 29 | 30 | 31 | 32 | 33 | 34 | 35 | 36 | 37 | 38 |
| --------- | -- | - | -- | -- | -- | -- | -- | -- | -- | -- | -- | -- | -- | -- | -- | -- | -- | -- | -- | -- | -- | -- | -- | -- | -- | -- | -- | -- | -- | -- | -- | -- | -- | -- | -- | -- | -- | -- |
| Luogo     | T  | C | T  | C  | T  | C  | T  | C  | T  | C  | T  | C  | T  | C  | T  | T  | C  | T  | C  | C  | T  | C  | T  | C  | T  | C  | T  | C  | T  | C  | T  | C  | T  | C  | C  | T  | C  | T  |
| Risultato | P  | V | P  | P  | P  | V  | P  | P  | P  | P  | P  | N  | P  | N  | P  | V  | P  | P  | P  | P  | N  | N  | P  | N  | V  | V  | V  | N  | P  | N  | P  | P  | P  | V  | N  | P  | N  | P  |
| Posizione | 20 | 9 | 12 | 16 | 19 | 14 | 16 | 18 | 18 | 19 | 19 | 19 | 19 | 19 | 19 | 19 | 19 | 19 | 20 | 20 | 20 | 19 | 20 | 20 | 20 | 20 | 19 | 19 | 20 | 20 | 20 | 20 | 20 | 20 | 20 | 20 | 20 | 20 |

Legenda:

Luogo: C = Casa; T = Trasferta. Risultato: V = Vittoria; N = Pareggio; P = Sconfitta.